# Borynicze
Borynicze – wieś na Ukrainie w rejonie stryjskim należącym do obwodu lwowskiego.
Znajduje się tu stacja kolejowa Borynicze, położona na linii Lwów – Czerniowce.

## Położenie
Na podstawie Słownika geograficznego Królestwa Polskiego i innych krajów słowiańskich: Borynicze to wieś w powiecie bóbreckim, przy kolei żelaznej lwowsko-czerniowieckiej, nad rzeczką Ług.

## Historia
W II Rzeczypospolitej wieś położona w gminie Ostrów w powiecie bóbreckim województwa lwowskiego. W 1931 r. wieś liczyła 1572 mieszkańców, z których Polacy stanowili prawie połowę. Znajdował się tu majątek ziemski hrabiów Mycielskich.16 kwietnia i 20 października nacjonaliści ukraińscy z OUN – UPA zamordowali 27 Polaków.

## Pałac
- murowany pałac wybudowany w 1873 r. przez Antoniego Dembińskiego[4]. Uległ zniszczeniu w latach 1914–1918.

## Ludzie związani z Boryniczami
- Władysław Badeni (1819–1888) – hrabia, polityk galicyjski, poseł do sejmu krajowego, członek Rady Państwa
- Stanisław Mycielski (1864-1933) – poseł do Sejmu Krajowego, administrator ordynacji w Boryniczach
- Franciszek Joniak (1894–1921) – kapitan piechoty Wojska Polskiego, kawaler Orderu Virtuti Militari
- Artur Pollak (ur. 1896) – podpułkownik piechoty Wojska Polskiego, kawaler Orderu Virtuti Militari